# Il diario del vampiro - La rivelazione
Il diario del vampiro - La rivelazione è il 17º e ultimo libro della saga di Il diario del vampiro di Lisa J. Smith, pubblicato il 1º maggio 2014 negli Stati Uniti e il 6 novembre 2014 in italiano. Il romanzo non è scritto dalla Smith, ma dalla scrittrice Aubrey Clark.

## Trama
Elena sta morendo e i suoi amici sono disperati perché non possono salvarla. Durante il coma, la ragazza incontra la Guardiana Mylea, che le offre un'ultima chance per restare in vita: potrà tornare al passato, al suo primo incontro con i fratelli Salvatore, e dimostrare che non sono capaci solo di portare distruzione. Elena accetta e si risveglia ai tempi del liceo, il giorno dell'inizio dell'ultimo anno, quando Stefan arrivò in città. Poiché Damon iniziò ad uccidere spinto dalla gelosia, Elena decide di ignorare Stefan e spingerlo invece da Caroline, sperando di poter anche tornare ad essere amica della ragazza rinunciando a competere come regina del Ballo d'Autunno. Il suo comportamento inusuale causa preoccupazione in Bonnie e Meredith, che non la riconoscono più. Elena, mostrando di essere a conoscenza dell'esistenza dei vampiri, riesce ad attirare l'attenzione di Damon, che tuttavia si dimostra più inaffidabile e pericoloso di quanto ricordasse: pertanto, Stefan la mette in guardia, consigliandole, inutilmente, di stare lontana da lui. Ricordando che al ballo Tyler cercò di violentarla, Elena chiede a Damon di soggiogarlo facendo in modo che picchi il suo migliore amico durante la partita di football, facendolo estromettere dalla serata; in cambio, permette al vampiro di bere il suo sangue. Al Ballo d'Autunno, Caroline si presenta con Matt invece che con Stefan, per ferire Elena facendole credere di essere interessata al suo ex-ragazzo. Elena ci resta male e, mentre Stefan la consola, in un momento di debolezza lo bacia, venendo scoperta da Damon. Egli, furioso, appicca un incendio all'intero edificio, che viene per metà divorato dalle fiamme. Elena riesce a sgattaiolare all'interno e a salvare Stefan, rinchiuso dal fratello in cima al campanile della scuola. Mentre la ragazza capisce di aver rovinato tutto e che non sarà il suo amore a salvare Damon, ma quello fraterno, la città inizia a sospettare che il colpevole dell'incendio sia Stefan. Damon, intanto, riesce ad avvicinare Meredith, Matt e Caroline e a bere il loro sangue, con l'intenzione di trasformarli tutti in vampiri durante la notte di Halloween. Elena, spaventata, rivela a Bonnie di provenire dal futuro e le chiede di aiutarla sfruttando i suoi poteri di strega per aprire la cripta dei Fell al cimitero. L'amica, nonostante un primo momento di sconcerto, accetta. Nella cripta, Elena parla con Katherine e, facendo appello alla loro parentela e al desiderio della vampira che i Salvatore andassero d'accordo, la convince ad aiutarla a farli riappacificare. Così, a Halloween Katherine si presenta alla casa stregata e racconta a Stefan e Damon di aver solo finto di essere morta, ma alla fine sono le parole di Elena a convincere Damon a dare una possibilità a Stefan. I fratelli decidono di tornare in Italia e Damon la prega di andare con loro, ma Elena rifiuta. Soddisfatta di essere riuscita ad impedire che qualcuno venisse ucciso, la ragazza si addormenta, pronta per tornare al futuro.
Risvegliatasi a Parigi, Elena scopre di non essere più immortale e di essere impiegata in una galleria parigina dopo la laurea in storia dell'arte presso l'università francese. Per Bonnie le cose non sono cambiate molto, infatti sta per sposarsi di nuovo con Zander, ed Elena partecipa al loro matrimonio. Meredith è umana, non sa nulla del mondo soprannaturale, ma ha comunque conosciuto Alaric poiché amico dello sposo. Matt, invece, ha una ragazza diversa da quella che Elena ricordava, Jeanette. Nonostante sia felice poiché la vita dei suoi amici è migliorata, Elena è comunque triste a causa dell'assenza dei fratelli Salvatore nella sua vita. Tuttavia, tornata a Parigi, trova Damon ad attenderla all'aeroporto, e capisce che passerà il resto della vita con lui.

## Edizioni
- Lisa Jane Smith, Il diario del vampiro. La rivelazione, Nuova Narrativa Newton, 2014,  p. 240, ISBN 978-88-541-7138-1.
- Lisa Jane Smith, Il diario del vampiro. La rivelazione, Newton Compton collana King, 23 agosto 2018, p. 250, ISBN 978-8822717962.